# Argynnini
Argynnini es una tribu de lepidópteros perteneciente a la familia Nymphalidae. Este grupo también ha sido clasificado como subtribu Argynnina fr Heliconiini, o como una distinta subfamilia Argynninae en Nymphalidae. Tiene unas 30 especies en Norteamérica con otras especies distribuidas por todo el mundo.

## Géneros
- Euptoieta Doubleday 1848
- Yramea Reuss 1920
- Boloria (including Clossiana)
- Issoria Hübner 1819
- Brenthis Hübner 1819
- Argynnis Fabricius 1807
- Argyreus
- Speyeria Scudder 1872 (sometimes included in Argynnis)